# Campionati del mondo di ciclismo su strada 2004 - Cronometro femminile Junior
La cronometro femminile Juniors dei Campionati del mondo di ciclismo su strada 2004 si è svolta il 27 settembre 2004 con partenza ed arrivo a Bardolino, in Italia, su un percorso totale di 15,75 km. La medaglia d'oro è stata vinta dalla ceca Tereza Hurikova con il tempo di 22'14"10 alla media di 42,5 km/h, argento alla statunitense Rebecca Much e a completare il podio l'australiana Amanda Spratt.
Partenza ed arrivo per 38 cicliste.

## Classifica (Top 10)
| Pos. | Corridore            | Squadra     | Tempo     |
| ---- | -------------------- | ----------- | --------- |
| 1    | Tereza Hurikova      | Rep. Ceca   | 22'14"10  |
| 2    | Rebecca Much         | Stati Uniti | a 5"37    |
| 3    | Amanda Spratt        | Australia   | a 5"67    |
| 4    | Sabine Fischer       | Germania    | a 51"58   |
| 5    | Marianne Vos         | Paesi Bassi | a 55"45   |
| 6    | Roxane Knetemann     | Paesi Bassi | a 57"94   |
| 7    | Alexandra Sontheimer | Germania    | a 1'01"83 |
| 8    | Natasha Mapley       | Australia   | a 1'09"08 |
| 9    | Irina Zemlyanskaya   | Russia      | a 1'13"26 |
| 10   | Emmanuelle Merlot    | Francia     | a 1'19"41 |